# Myotrichia
Myotrichia is een geslacht van schietmotten uit de familie van de Sericostomatidae. Het geslacht werd voor het eerst wetenschappelijk beschreven door F. Schmid in 1955.

## Soorten
Het genus is monotypisch en bevat de volgende soort:

- Myotrichia murina Schmid, 1955